# IcedTea
IcedTea is een opensourceproject gestart door RedHat dat een vrije Java-implementatie gebaseerd op openJDK ontwikkelt. De implementaties ontwikkeld door het project IcedTea worden eveneens IcedTea genoemd, maar worden verspreid onder de naam openJDK in de Ubuntu- en Fedora-pakketbronnen.

## Implementaties
- IcedTea Web (geschreven in C++ en Java) - versie 1.4.2 (5 februari 2014)
- IcedTea6 (compatibel met Java 6) - 1.11.15 / 1.12.8 / 1.13.13  (21 januari 2014 / 22 januari 2014 / 9 januari 2017)
- IcedTea7 (compatibel met Java 7) - 2.3.14 / 2.4.8 / 2.5.6 / 2.6.16 (28 maart 2014 / 23 juli 2014 / 22 juli 2015 / 1 januari 2019).
- IcedTea8 (compatibel met Java 8) - 3.10.0 / 3.8.0 / 3.7.0 / 3.6.0 / 3.5.1 / 3.3.0 / 3.1.0 / 3.0.1 (25 december 2018 / 29 mei 2018 / 28 februari 2018 / 31 oktober 2017 / 27 juli 2017 / 28 januari 2017 / 25 juli 2016 / 23 april 2016)